# Арутюнян, Араик Владимирович
Араи́к Влади́мирович Арутюня́н (арм. Արայիկ Վլադիմիրի Հարությունյան, род. 14 декабря 1973, Степанакерт, Нагорно-Карабахская автономная область, Азербайджанская ССР) — государственный деятель непризнанной Нагорно-Карабахской Республики (НКР), президент НКР с 21 мая 2020 по 1 сентября 2023 года.
Премьер-министр НКР с 14 сентября 2007 по 25 сентября 2017 года. Государственный министр НКР в 2017—2018 годах.
Арестован 3 октября 2023 года.

## Биография
Родился 14 декабря 1973 года в городе Степанакерт Нагорно-Карабахской автономной области Азербайджанской ССР.

### Образование
В 1990 году окончил физико-математическую школу Степанакерта и в том же году поступил в Ереванский институт народного хозяйства.
Окончил экономический факультет Арцахского государственного университета, с 1996 по 1998 год учился в аспирантуре Арцахского государственного университета по специальности «экономист».
В 2013 году защитил диссертацию и стал кандидатом технических наук.

### Военная и политическая деятельность
В 1992 году вступил в ряды сил самообороны НКР, участвовал в боях во время армяно-азербайджанского конфликта в Нагорном Карабахе.
С 1995 по 1997 год — работал в министерстве экономики и финансов в качестве помощника министра.
С 1997 по 1999 год работал управляющим Аскеранского филиала «Армагробанка», с 1999 по 2004 год занимал должность управляющего Степанакертским филиалом «Армагробанка».
С 2005 по 2007 год был депутатом парламента НКР, председателем партии Азат Айреник («Свободная Родина»), председателем фракции НС НКР «Родина». В 2009 году вновь избран председателем партии «Свободная Родина».
14 сентября 2007 года по представлению президента НКР Бако Саакяна единогласно избран парламентом премьер-министром НКР.
В 2010 году возглавляемая им партия «Свободная Родина» одержала победу на парламентских выборах, завоевав 14 мест из 33.
В сентябре 2012 года по представлению президента НКР Бако Саакяна единогласно переизбран парламентом на пост премьер-министра НКР.
С 25 сентября 2017 года по 6 июня 2018 года — государственный министр НКР.

### Президентство
14 апреля 2020 года, набрав 88 % голосов во втором туре всеобщего голосования, избран президентом Республики Арцах.
21 мая 2020 года вступил в должность президента Республики Арцах. На период его президентства приходятся самые крупномасштабные боевые действия с 1994 года, закончившиеся переходом под контроль Азербайджана значительных территорий (в том числе «пояса безопасности»), контролируемых НКР.
22 февраля 2022 года поддержал признание самопровозглашённых ДНР и ЛНР Россией, заявив, что «право наций на самоопределение и построение собственного государства является неотъемлемым для каждого народа и основополагающим принципом международного права».
31 августа 2023 года заявил о намерении подать в отставку 1 сентября.

### Арест
1 октября 2023 года Азербайджан объявил Арутюняна в международный розыск, по словам генерального прокурора Азербайджана Кямрана Алиева, «в связи с преступлениями, совершенными в ходе 44-дневной войны 2020 года».
3 октября 2023 года, по данным агентства Азери-Пресс, был задержан Службой государственной безопасности Азербайджана вместе с другими бывшими руководителями НКР и доставлен в Баку. Задержание бывших руководителей НКР нашло подтверждение и со стороны Министерства иностранных дел Армении, осудившего их арест.
Против Арутюняна были выдвинуты обвинения по статьям 100 («планирование, начало и ведение агрессивной войны»), 116 («нарушение международного гуманитарного права во время военных действий»), 117 («дача преступных приказов во время войны»), 120 («умышленное убийство»), 214 («терроризм»), 214-1 («финансирование терроризма»), 214-3 («проведение учений для подготовки террористов»), 218 («создание не предусмотренных законом группировок»), 279 («создание не предусмотренных законодательством вооруженных формирований или групп, действия которых привели к гибели людей») Уголовного кодекса Азербайджанской Республики.
17 января 2025 года стартовал судебный процесс над Арутюняном и рядом других бывших представителей военно-политического руководства НКР.

## Награды и звания
- 2009 — За исключительную храбрость и личную отвагу, проявленные при защите родины, награждён орденом «Боевой крест» второй степени.
- Указом президента НКР от 30 августа 2016 года А. Арутюнян награждён орденом Григор Лусаворич за исключительные заслуги перед Нагорно-Карабахской Республикой и в ознаменование 25-летия со дня провозглашения Нагорно-Карабахской Республики.